# Cyrille Guimard
Cyrille Guimard, född den 20 januari 1947 i Bouguenais, är en fransk före detta tävlingscyklist. Efter att ha avslutat sin karriär som cyklist i februari 1976 (på grund av problem med sina knän) hade han stora framgångar som sportdirektör för bland andra Bernard Hinault, Laurent Fignon, Lucien Van Impe, Greg LeMond, Charly Mottet, Tony Rominger, Lance Armstrong och Marc Madiot – de tre förstnämnda vann bland annat sju av nio Tour de France från 1976 till 1984. Han har även sedan 1998 arbetat som kommentator/expert för radio/tv (Europe 1, Radio Monte Carlo, La Cinq, France Télévisions, Canal+, L'Equipe med flera). Guimard meddelade i juli 2024 att han (vid 77 års ålder) skulle sluta som kommentator efter Olympiska spelen.

## Meriter

### Landsväg

#### Amatör
1967
 Vinnare av linjeloppet vid Franska mästerskapen för amatörer
4:a totalt i Tour de l'Avenir 
Vinnare av etapperna 10 och 11
Vinnare av poängtävlingen

#### Professionell
1968
Vinnare av etapp 4 i Paris–Luxemburg
Vinnare av Genua–Nice
3:a i GP de Monaco
1969
Vinnare av etapperna 2a och 4b i Grand Prix du Midi Libre
Vinnare av Genua–Nice
7:a i Paris–Roubaix
1970
Vinnare av etapp 1 i Tour de France
2:a i Trofeo Laigueglia
2:a i linjelopp vid Franska mästerskapen
6:a totalt i Paris–Nice
6:a totalt i Grand Prix du Midi Libre
1971
Vinnare av etapp 5 i Baskien runt
Vuelta a España
 Vinnare av poängtävlingen
 Vinnare av kombinationstävlingen
Vinnare av etapperna 3 och 15
Vinnare av Prestige Pernod
3:a i Flandern runt
 3:a i linjelopp vid Världsmästerskapen
3:a i linjelopp vid Franska mästerskapen
5:a i Super Prestige Pernod
5:a i Paris–Tours
5:a i Trofeo Baracchi
5;a i Circuit de l'Aulne
7:a totalt i Tour de France
7:a i Grand Prix d'Isbergues
8:a i Grand Prix des Nations
10:a totalt i Grand Prix du Midi Libre
1972
Vinnare av etapp 2 i Setmana Catalana de Ciclisme
Vinnare av Paris–Bourges
Vinnare totalt av Grand Prix du Midi Libre
Vinnare av etapperna 1 och 2
Vinnare av etapp 4 i Critérium du Dauphiné libéré
Vinnare av etapp 3 i Tour de Luxembourg
Vinnare av etapperna 1, 4, 14b och 15 i Tour de France
Vinnare av kombativitetstävlingen
Vinnare av Circuit de l'Aulne
2:a i Lombardiet runt
 3:a i linjelopp vid Världsmästerskapen
3:a i Super Prestige Pernod
4:a totalt i Dunkirks fyradagars
5:a i Trofeo Baracchi
5:a i Critérium des As
6:a i Grand Prix des Nations
7:a i Paris–Tours
1973
Vinnare av etapp 2 i Critérium du Dauphiné libéré
Vinnare av etapp 3 i Tour de France
2:a i Bordeaux–Paris
6:a i La Flèche Wallonne
6:a i Grand Prix de Plouay
9:a i Milano–Sanremo
1974
Vinnare av etapp 5 i Étoile de Bessèges
Vinnare av etapp 3 i Paris–Nice
Vinnare av etapp 8a i Tour de France
2:a totalt i Tour Méditerranéen
3:a i Kuurne-Bryssel-Kuurne
1975
Vinnare av etapp 3 i i Tour Méditerranéen
Vinnare av Grand Prix de Plouay
2:a i Genua–Nice
4:a i Grand Prix de Wallonie
6:a totalt i Étoile de Bessèges
Vinnare av etapp 5
8:a i Grand Prix d'Isbergues

### Cykelcross
1976
 Vinnare av Franska mästerskapen
4:a vid Världsmästerskapen

### Bana
1970
 Vinnare av Franska mästerskapen i sprint
1971
2:a i Grenobles sexdagars (med Peter Post)
1972
Vinnare av Grenobles sexdagars (med Alain Van Lancker)
1973
2:a i Antwerpens sexdagars (med Klaus Bugdahl och Graeme Gilmore)

## Sportdirektör

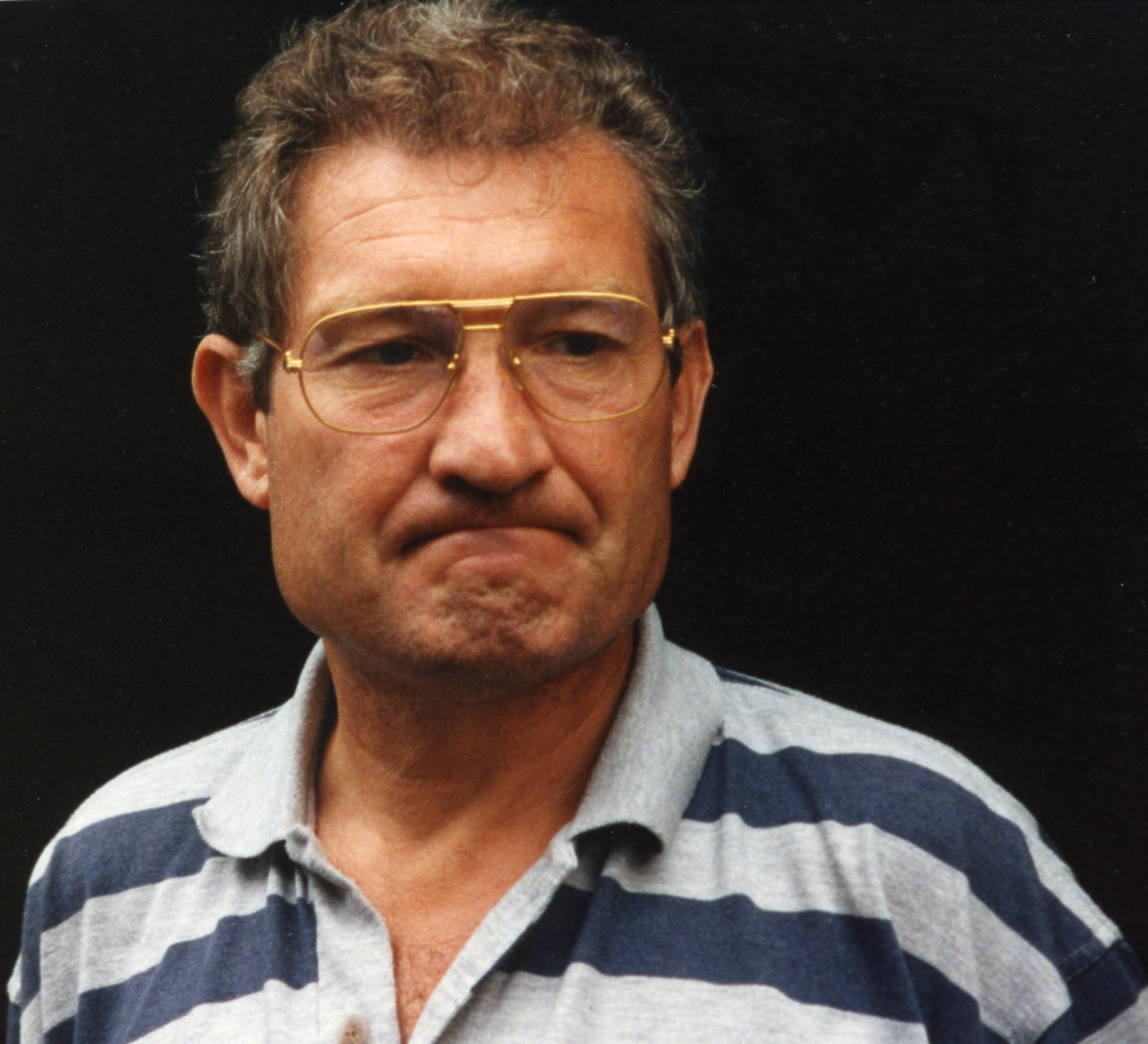
Cyrille Guimard vid Tour de France 1993.

Inom parentes anges stallens mest framgångsrika cyklister under Guimards ledning.
- 1976–1977 Gitane-Campagnolo (Bernard Hinault, Lucien Van Impe)
- 1978–1980 Renault-Gitane (Bernard Hinault, Marc Madiot)
- 1981–1985 Renault-Elf (Laurent Fignon, Greg LeMond, Charly Mottet, Marc Madiot)
- 1986–1988 Système U (Laurent Fignon, Charly Mottet, Marc Madiot)
- 1989 Super U-Raleigh-Fiat (Laurent Fignon)
- 1990–1995 Castorama (Laurent Fignon)
- 1997 Cofidis (Tony Rominger, Lance Armstrong)
- 2007–2015 Roubaix Lille Métropole
- 2017–2019 Franska landslaget[4]